# Іванов Олександр Минович
Олександр Минович Іванов (19 листопада 1903, село Долгоруково Інсарського повіту Пензенської губернії, тепер Іссинського району Пензенської області, Російська Федерація — 1 березня 1975, місто Москва, тепер Російська Федерація) — радянський діяч органів державної безпеки, народний комісар (міністр) державної безпеки Киргизької РСР, генерал-майор. Депутат Верховної Ради СРСР 2-го скликання.

## Біографія
Народився в родині прачки, виростав без батька. У 1919 році закінчив Рузаєвське вище початкове училище Пензенської губернії.
У вересні 1919 — лютому 1923 року — помічник секретаря, секретар дільничного народного суду в селищі Рузаєвка Пензенської губернії. З березня 1923 до листопада 1925 року працював секретарем прокурора в місті Саранську.
У грудні 1925 — листопаді 1927 року — в Червоній армії: командир відділення 2-го стрілецького полку в місті Ульяновську.
У листопаді 1927 — квітні 1929 року — народний слідчий прокуратури в Саранську. У квітні — листопаді 1929 року — народний слідчий прокуратури в Рузаєвці.
У листопаді 1929 — квітні 1931 року — помічник уповноваженого Мордовського обласного відділу ДПУ в місті Саранську.
Член ВКП(б) з липня 1930 року.
У травні 1931 — грудні 1932 року — уповноважений Інсарського районного відділу ДПУ Середньоволзького краю.
У січні 1933 — серпні 1934 року — оперативний уповноважений секретно-політичного відділу Мордовського обласного відділу ДПУ в місті Саранську.
У вересні 1934 — жовтні 1936 року — оперативний уповноважений секретно-політичного відділу Орського окружного (міського) відділу ДПУ, начальник відділення економічного відділу УДБ, начальник 6-го відділення 3-го відділу Орського міського відділу ДПУ Оренбурзької області.
У жовтні 1936 — 23 вересня 1937 року — начальник 4-го відділення 3-го відділу Управління НКВС по Оренбурзькій області.
23 вересня 1937 — 31 липня 1938 року — помічник начальника, заступник начальника 3-го відділу УДБ Управління НКВС по Оренбурзькій (Чкаловській) області.
8 серпня — листопад 1938 року — заступник начальника 1-го відділення 7-го відділу 1-го управління НКВС СРСР.
У листопаді 1938 — жовтні 1939 року — заступник начальника, начальник відділення Головного економічного управління НКВС СРСР.
У жовтні 1939 — березні 1941 року — начальник 3-го економічного відділу Управління НКВС по Чкаловській області.
У березні — 7 серпня 1941 року — заступник начальника Управління НКДБ по Чкаловській області.
7 серпня 1941 — 10 січня 1942 року — начальник 1-го відділу економічного управління НКВС СРСР. 10 січня — 4 вересня 1942 року — заступник начальника (в.о. начальника) 1-го відділу економічного управління НКВС СРСР. 4 вересня 1942 — 7 травня 1943 року — начальник 1-го відділу економічного управління НКВС СРСР.
7 травня 1943 — 31 січня 1944 року — народний комісар державної безпеки Комі АРСР.
31 січня 1944 — 25 квітня 1945 року — начальник Управління НКДБ по Мурманській області.
25 квітня 1945 — 8 січня 1947 року — народний комісар (міністр) державної безпеки Киргизької РСР.
8 січня — 26 червня 1947 року — начальник відділу «Т» МДБ СРСР.
25 червня 1947 — 26 травня 1949 року — заступник начальника Бюро з виїздів за кордон та в'їздів до СРСР Комітету інформації при РМ СРСР.
26 травня 1949 — 21 вересня 1951 року — заступник голови Комісії з виїздів за кордон при ЦК ВКП(б). З 1950 до лютого 1952 року — член Комісії Президії Верховної ради СРСР з розгляду питань прийому, виходу та позбавлення громадянства СРСР.
11 жовтня 1951 — 2 січня 1952 року — начальник Інспекції при міністрі державної безпеки СРСР.
2 січня 1952 — 24 березня 1953 року — начальник відділу «К» МДБ СРСР.
24 березня — 17 вересня 1953 року — начальник 1-го відділу 5-го управління — заступник начальника 5-го управління МВС СРСР.
17 вересня 1953 року — в. о. начальника 10-го спеціального відділу МВС СРСР. 17 вересня 1953 — 17 березня 1954 року — начальник 10-го спеціального відділу МВС СРСР.
17 березня 1954 — 23 червня 1959 року — начальник 1-го спеціального відділу КДБ при РМ СРСР.
З червня до липня 1959 року — в розпорядженні Управління кадрів КДБ при РМ СРСР.
У липня 1959 — вересні 1962 року — начальник «Чекістського кабінету» КДБ при РМ СРСР.
У вересні 1962 — лютому 1965 року — в резерві КДБ при РМ СРСР.
З жовтня 1962 року — заступник начальника управління Міністерства середнього машинобудування СРСР.
27 лютого 1965 — 5 травня 1967 року — заступник начальника 2-го відділу КДБ при РМ СРСР.
З травня до червня 1967 року — в розпорядженні Управління кадрів КДБ при РМ СРСР.
З червня 1967 року — в запасі в Москві.
Помер 1 березня 1975 року, похований на Введенському цвинтарі Москви.

## Звання
- молодший лейтенант державної безпеки (2.03.1936)
- лейтенант державної безпеки
- старший лейтенант державної безпеки (7.06.1939)
- капітан державної безпеки (26.12.1941)
- майор державної безпеки (13.09.1942)
- полковник державної безпеки (14.02.1943)
- полковник (30.09.1955)
- генерал-майор (18.02.1958)

## Нагороди
- два ордени Леніна (31.12.1953, 25.06.1954)
- орден Червоного Прапора (25.07.1949)
- орден Вітчизняної війни І ст. (28.02.1946)
- два ордени Червоної Зірки (18.07.1942, 3.11.1944)
- орден «Знак Пошани» (20.09.1943)
- медаль «За оборону Москви»
- медаль «За перемогу над Німеччиною у Великій Вітчизняній війні 1941—1945 рр.» (1945)
- медалі
- знак «Почесний працівник ВНК—ДПУ (XV)» (9.05.1938)
- знак «Почесний співробітник держбезпеки» (23.12.1957)